# Formicariidae
Los formicáridos (Formicariidae) es una familia de aves paseriformes del parvorden Furnariida que agrupa a doce especies en dos géneros, de distribución geográfica neotropical, habitan en los bosques y selvas tropicales y subtropicales de América Central y América del Sur. Son conocidos por los nombres populares de formicarios y tovacáes y también tovacas, chululúes, gallitos hormigueros, rasconzuelos, entre otros.

## Características

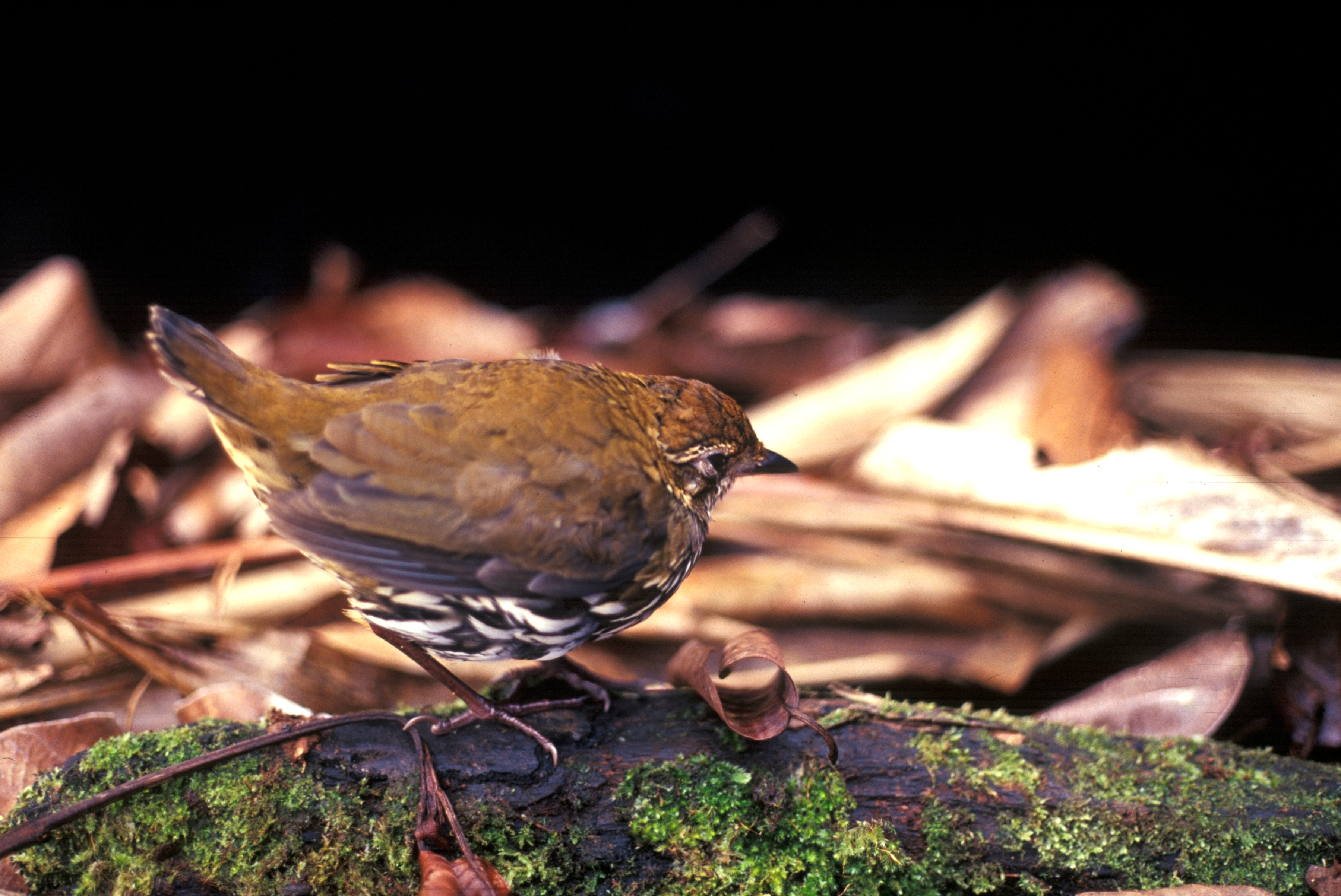
Chamaeza nobilis, el mayor formicárido.

Miden entre 17 cm de longitud (el menor: Formicarius nigricapillus) y 22,5 cm (el mayor: Chamaeza nobilis), y pesan entre 58 y 150 g. Tienen alas cortas y redondeadas, patas largas, cola corta, y cabeza y ojos grandes. Los colores dominantes, en su poco vistoso plumaje, son el rojo, el verde-oliva, el pardo o marrón, el negro y el blanco. No hay dimorfismo sexual en el plumaje. Los Formicarius son menores, más oscuros y de colores lisos, mientras los Chamaeza son algo mayores, y de patrón de plumaje más atractivo en las partes inferiores.
Son aves tímidas, de hábitos terrestres, que caminan por el suelo de la selva con sus colas parcialmente levantadas. Son difíciles de ser vistos y sus cantos adorables, que se escuchan desde lejos, son oídos con frecuencia.
Se alimentan de insectos entre la hojarasca, principalmente de hormigas, de ahí que su nombre haga referencia a la familia de las hormigas (Formicidae).
Construyen sus nidos en cavidades en tocos de árboles o barrancas. Depositan dos o tres huevos, los cuales son incubados por ambos padres.

## Distribución
Se distribuyen por el Neotrópico, desde el litoral caribeño del sur de México, a través de América Central y del Sur, hasta el sur de Brasil, este de Paraguay y noreste de Argentina, por el oriente y hasta el sureste de Perú y oeste de Bolivia por el occidente.

## Estado de conservación
De acuerdo con la Unión Internacional para la Conservación de la Naturaleza (IUCN), la situación de conservación en el mes de septiembre de 2020, de las 12 especies abajo listadas, era la siguiente:
NT Casi amenazadas: 1 especie, el formicario frentirrufo (Formicarius rufifrons) (8% de los formicáridos).

LC Preocupación menor: 11 especies (92% de los formicáridos).

## Sistemática
La familia Formiicaridae fue introducida por el zoólogo británico George Robert Gray en 1840, en una clasificación de géneros de aves, bajo el nombre de subfamilia «Formicarinae». El género tipo definido es Formicarius Boddaert, 1783.

### Taxonomía
Tradicionalmente, la familia Formicariidae se había dividido en dos grupos:
- Los formicarios del género Formicarius y los tovacaes del género Chamaeza son semejantes en tamaño (los tovacaes también en coloración) a los zorzales (Turdidae) y caminan como los estorninos (Sturnidae).
- Los tororoíes de los géneros Pittasoma, Grallaria, Hylopezus y Myrmothera y los ponchitos del género Grallaricula prácticamente no tienen cola; se parecen a las pitas (Pittidae), saltan como los zorzales y son mucho más fáciles de escuchar que de ver.

Ya desde 1969, Lowery y O'Neill, sobre la base de características de plumaje, del esqueleto y medidas morfométricas revisaron la subfamilia Grallarinae con composición muy próxima a la actual, pero incluyendo al género Pittasoma. Estudios genético-moleculares posteriores, como Irestedt et al (2002), Chesser (2004) y Rice (2005) demostraron que los géneros allí incluidos formaban un linaje monofilético y que no estaba hermanado con Formicarius y Chamaeza. Con la exclusión del género Pittasoma de Formicariidae, y su inclusión en Conopophagidae, Grallaria, Grallaricula, Myrmothera e Hylopezus conforman un clado monofilético bien definido y, como tal, agrupado en su propia familia Grallariidae. Estas revisiones taxonómicas fueron aprobadas en la Propuesta N° 235 al Comité de Clasificación de Sudamérica (SACC)

### Cladograma propuesto para el infraorden Tyrannides
De acuerdo a la clasificación propuesta por Ohlson et al (2013), así se ubica la presente familia:
|  | Melanopareiidae |
|  |                 |
|  | Conopophagidae  |
|  |                 |
|  | Thamnophilidae  |
|  |                 |

| Superfamilia Furnarioidea | \| \| Grallariidae \| \| \| \| \| \| Rhinocryptidae \| \| \| \| \| \| Formicariidae: Formicarius; Chamaeza \| \| \| \| \| \| Scleruridae \| \| \| \| \| \| Dendrocolaptidae \| \| \| \| \| \| Xenopidae \| \| \| \| \| \| Furnariidae \| \| \| \| |
|                           | \| \| Grallariidae \| \| \| \| \| \| Rhinocryptidae \| \| \| \| \| \| Formicariidae: Formicarius; Chamaeza \| \| \| \| \| \| Scleruridae \| \| \| \| \| \| Dendrocolaptidae \| \| \| \| \| \| Xenopidae \| \| \| \| \| \| Furnariidae \| \| \| \| |
|                           | Grallariidae |
|                           | |
|                           | Rhinocryptidae |
|                           | |
|                           | Formicariidae: Formicarius; Chamaeza |
|                           | |
|                           | Scleruridae |
|                           | |
|                           | Dendrocolaptidae |
|                           | |
|                           | Xenopidae |
|                           | |
|                           | Furnariidae |
|                           | |

|  | Grallariidae                         |
|  |                                      |
|  | Rhinocryptidae                       |
|  |                                      |
|  | Formicariidae: Formicarius; Chamaeza |
|  |                                      |
|  | Scleruridae                          |
|  |                                      |
|  | Dendrocolaptidae                     |
|  |                                      |
|  | Xenopidae                            |
|  |                                      |
|  | Furnariidae                          |
|  |                                      |

|  | Melanopareiidae |
|  |                 |
|  | Conopophagidae  |
|  |                 |
|  | Thamnophilidae  |
|  |                 |

| Superfamilia Furnarioidea | \| \| Grallariidae \| \| \| \| \| \| Rhinocryptidae \| \| \| \| \| \| Formicariidae: Formicarius; Chamaeza \| \| \| \| \| \| Scleruridae \| \| \| \| \| \| Dendrocolaptidae \| \| \| \| \| \| Xenopidae \| \| \| \| \| \| Furnariidae \| \| \| \| |
|                           | \| \| Grallariidae \| \| \| \| \| \| Rhinocryptidae \| \| \| \| \| \| Formicariidae: Formicarius; Chamaeza \| \| \| \| \| \| Scleruridae \| \| \| \| \| \| Dendrocolaptidae \| \| \| \| \| \| Xenopidae \| \| \| \| \| \| Furnariidae \| \| \| \| |
|                           | Grallariidae |
|                           | |
|                           | Rhinocryptidae |
|                           | |
|                           | Formicariidae: Formicarius; Chamaeza |
|                           | |
|                           | Scleruridae |
|                           | |
|                           | Dendrocolaptidae |
|                           | |
|                           | Xenopidae |
|                           | |
|                           | Furnariidae |
|                           | |

|  | Grallariidae                         |
|  |                                      |
|  | Rhinocryptidae                       |
|  |                                      |
|  | Formicariidae: Formicarius; Chamaeza |
|  |                                      |
|  | Scleruridae                          |
|  |                                      |
|  | Dendrocolaptidae                     |
|  |                                      |
|  | Xenopidae                            |
|  |                                      |
|  | Furnariidae                          |
|  |                                      |

|  | Melanopareiidae |
|  |                 |
|  | Conopophagidae  |
|  |                 |
|  | Thamnophilidae  |
|  |                 |

| Superfamilia Furnarioidea | \| \| Grallariidae \| \| \| \| \| \| Rhinocryptidae \| \| \| \| \| \| Formicariidae: Formicarius; Chamaeza \| \| \| \| \| \| Scleruridae \| \| \| \| \| \| Dendrocolaptidae \| \| \| \| \| \| Xenopidae \| \| \| \| \| \| Furnariidae \| \| \| \| |
|                           | \| \| Grallariidae \| \| \| \| \| \| Rhinocryptidae \| \| \| \| \| \| Formicariidae: Formicarius; Chamaeza \| \| \| \| \| \| Scleruridae \| \| \| \| \| \| Dendrocolaptidae \| \| \| \| \| \| Xenopidae \| \| \| \| \| \| Furnariidae \| \| \| \| |
|                           | Grallariidae |
|                           | |
|                           | Rhinocryptidae |
|                           | |
|                           | Formicariidae: Formicarius; Chamaeza |
|                           | |
|                           | Scleruridae |
|                           | |
|                           | Dendrocolaptidae |
|                           | |
|                           | Xenopidae |
|                           | |
|                           | Furnariidae |
|                           | |

|  | Grallariidae                         |
|  |                                      |
|  | Rhinocryptidae                       |
|  |                                      |
|  | Formicariidae: Formicarius; Chamaeza |
|  |                                      |
|  | Scleruridae                          |
|  |                                      |
|  | Dendrocolaptidae                     |
|  |                                      |
|  | Xenopidae                            |
|  |                                      |
|  | Furnariidae                          |
|  |                                      |

|  | Melanopareiidae |
|  |                 |
|  | Conopophagidae  |
|  |                 |
|  | Thamnophilidae  |
|  |                 |

| Superfamilia Furnarioidea | \| \| Grallariidae \| \| \| \| \| \| Rhinocryptidae \| \| \| \| \| \| Formicariidae: Formicarius; Chamaeza \| \| \| \| \| \| Scleruridae \| \| \| \| \| \| Dendrocolaptidae \| \| \| \| \| \| Xenopidae \| \| \| \| \| \| Furnariidae \| \| \| \| |
|                           | \| \| Grallariidae \| \| \| \| \| \| Rhinocryptidae \| \| \| \| \| \| Formicariidae: Formicarius; Chamaeza \| \| \| \| \| \| Scleruridae \| \| \| \| \| \| Dendrocolaptidae \| \| \| \| \| \| Xenopidae \| \| \| \| \| \| Furnariidae \| \| \| \| |
|                           | Grallariidae |
|                           | |
|                           | Rhinocryptidae |
|                           | |
|                           | Formicariidae: Formicarius; Chamaeza |
|                           | |
|                           | Scleruridae |
|                           | |
|                           | Dendrocolaptidae |
|                           | |
|                           | Xenopidae |
|                           | |
|                           | Furnariidae |
|                           | |

|  | Grallariidae                         |
|  |                                      |
|  | Rhinocryptidae                       |
|  |                                      |
|  | Formicariidae: Formicarius; Chamaeza |
|  |                                      |
|  | Scleruridae                          |
|  |                                      |
|  | Dendrocolaptidae                     |
|  |                                      |
|  | Xenopidae                            |
|  |                                      |
|  | Furnariidae                          |
|  |                                      |

## Lista sistemática de géneros y especies
Según las clasificaciones del Congreso Ornitológico Internacional (IOC) y Clements checklist/eBird v.2021, la familia agrupa a los siguientes géneros y especies con el respectivo nombre popular de acuerdo con la Sociedad Española de Ornitología (SEO),
| Imagen | Género                     | Especies |
| ------ | -------------------------- | --- |
|        | Formicarius Boddaert, 1783 | - Formicarius colma - formicario capirrojo; - Formicarius analis - formicario enmascarado; - Formicarius moniliger - formicario mexicano; - Formicarius rufifrons - formicario frentirrojo; - Formicarius nigricapillus - formicario cabecinegro; - Formicarius rufipectus - formicario pechirrufo. |
|        | Chamaeza Vigors, 1825      | - Chamaeza campanisona - tovacá colicorto; - Chamaeza nobilis - tovacá noble; - Chamaeza meruloides - tovacá críptico; - Chamaeza ruficauda - tovacá colirrufo; - Chamaeza turdina - tovacá turdino; - Chamaeza mollissima - tovacá barrado.                                                        |